# Lebetanthus myrsinites
Lebetanthus myrsinites är en ljungväxtart som först beskrevs av Jean-Baptiste de Lamarck, och fick sitt nu gällande namn av Macl. Lebetanthus myrsinites ingår i släktet Lebetanthus och familjen ljungväxter. Inga underarter finns listade i Catalogue of Life.